# Dundas Valley
Dundas Valley är en förort till Sydney i Australien. Den ligger i kommunen Parramatta och delstaten New South Wales, i den sydöstra delen av landet, omkring 17 kilometer nordväst om Sydney. Antalet invånare är 4 628.
Runt Dundas Valley är det mycket tätbefolkat, med 3 757 invånare per kvadratkilometer.. Närmaste större samhälle är Sydney, omkring 17 kilometer sydost om Dundas Valley. 
Runt Dundas Valley är det i huvudsak tätbebyggt. Genomsnittlig årsnederbörd är 1 380 millimeter. Den regnigaste månaden är februari, med i genomsnitt 200 mm nederbörd, och den torraste är juli, med 36 mm nederbörd.